# Robert Bontine Cunninghame Graham
Robert Bontine Cunninghame Graham (ur. 24 maja 1852, zm. 20 marca 1936) – szkocki polityk, pisarz, dziennikarz i podróżnik.
Był członkiem Parlamentu Zjednoczonego Królestwa z ramienia Partii Liberalnej. Był także pierwszym socjalistycznym członkiem Parlamentu Zjednoczonego Królestwa; założycielem i pierwszym prezesem Szkockiej Partii Pracy; założycielem Narodowej Partii Szkocji w 1928 roku, a po jej rozwiązaniu w 1934 roku, pierwszym prezesem Szkockiej Partii Narodowej.

## Młodość
Cunninghame Graham był najstarszym synem Majora Williama Bontine odbywającego służbę w Irlandii. Jego matką była Hon. Anne Elizabeth Elphinstone-Fleeming, córka admirała Charlesa Elphinstone-Fleeming z Cumbernauld oraz hiszpańskiej arystokratki Doña Catalina Paulina Alessandro de Jiménez, która miała duży wpływ na jego wychowanie, przez co jego pierwszym językiem obcym jakiego się nauczył był hiszpański. Większość swojego dzieciństwa spędził w swojej szkockiej posiadłości rodzinnej w Finlaystone w hrabstwie Renfrewshire and Ardoch razem ze swoim młodszym braćmi Charlesem i Malise. Po uczęszczaniu do Harrow public school w Anglii, ukończył swoją podstawową edukację w Brukseli. Potem przeniósł się do Argentyny zakładając rancho hodowli bydła. Był znany jako poszukiwacz przygód i „gaucho” oraz był pieszczotliwie nazywany Don Roberto. Podróżował także w Maroku jako turecki szejk, poszukiwał złota w Hiszpanii, zaprzyjaźnił się także z Buffalo Billem w Teksasie oraz nauczył się szklenia w mieście Meksyk, podróżując ze swoją młodą narzeczoną „Gabrielle Chideock de la Balmondiere”, prawdopodobnie pół francuską i pół chilijską poetką.

## Socjalizm
Po śmierci jego ojca w 1883 powrócił do swojego nazwiska Cunninghame Graham. Następnie po powrocie do Wielkiej Brytanii zainteresował się polityką. Uczęszczał na spotkania socjalistów, gdzie słuchał przemów i poznał takie wybitne postacie socjalizmu brytyjskiego jak William Morris, George Bernard Shaw, H. M. Hyndman, Keir Hardie oraz John Burns. Pomimo swoich arystokratycznych korzeni przyjął punkt widzenia socjalistów na sprawy społeczno-gospodarcze oraz sam rozpoczął przemawiać na wiecach. Był ekspresywnym oratorem i potrafił doskonale radzić sobie z przeciwnymi jego tezom krzykaczami (ang. hecklers).

## Partia Liberalna i członek parlamentu
Pomimo socjalistycznych poglądów wziął udział w wyborach powszechnych do parlamenty brytyjskiego w 1886 roku z ramienia Partii Liberalnej jako kandydat okręgu North West Lanarkshire. Jego program wyborczy był ekstremalnie radykalny i zakładał:
- zniesienie izby lordów
- powszechne prawo wyborcze
- nacjonalizację ziemi, kopalń i innych gałęzi przemysłu
- darmowe posiłki w szkołach
- rozdział Kościoła anglikańskiego od państwa
- utworzenie federacji ze Szkocją
- ustanowienie ośmiogodzinnego dnia pracy

Wspierany przez liberałów i socjalistów, Graham pokonał w wyborach kandydata unionistów (Liberal Unionist Party) głosami w liczbie 322. Był to rewanż za porażkę w 1885 roku, kiedy został pokonany 1100 głosami. Robert Cunninghame Graham odmówił przyjęcia konwencji Izby Gmin. 12 września 1887 roku został zawieszony przez parlament za odnoszenie się z brakiem szacunku wobec Izby Lordów. Był pierwszym członkiem parlamentu brytyjskiego zawieszonym z działań Izby Gmin.
Cunninghame Graham działając w Izbie Gmin troszczył się najbardziej o takie sprawy jak trudna sytuacja bezrobotnych oraz ochrona praw obywatelskich. Sprzeciwiał się próbom ograniczania prawa do zebrań i wolności słowa przez policję w roku 1886 i 1887. Uczestniczył w demonstracji na Trafalgar Square 13 listopada 1887 roku, która została spacyfikowana przez policję i jest znana jako Bloody Sunday (pol. Krwawa Niedziela). Cunninghame Graham został aresztowany i dotkliwie pobity a następnie przewieziony na posterunek policji przy Bow Street, gdzie jego wuj, pułkownik, odznaczony Krzyżem Victorii, William Hope, próbował wnieść kaucję. H. H. Asquith oraz John Burn próbowali bronić przed aresztowaniem Grahama zostali osądzeni za udział w demonstracji i skazani na 6 tygodni aresztu. Kiedy Cuninghame Graham został zwolniony z więzienia Pentonville kontynuował swoją kampanię na rzecz poprawy praw ludzi pracy oraz ograniczenia ich ekonomicznego wyzysku. Został wyłączony z prac Izby Gmin w grudniu 1888 roku za protest przeciwko warunkom pracy robotników w fabrykach łańcuchów. Jego odpowiedź do prowadzącego obrady „Nie wycofuję się nigdy” została później wykorzystana przez Georga Bernarda Shawa w opublikowanej w 1898 roku sztuce „Arms and the Man” (pol. Żołnierz i bohater).

## Niepodległość Szkocji i Szkocka Partia Pracy
Graham był mocnym wsparciem dla szkockiego ruchu niepodległościowego. W 1886 roku pomógł w utworzeniu Szkockiej Organizacji Samorządowej (Scottish Home Rule Association) i w trakcie swojej pracy w Izbie Gmin podjął szereg prób, aby przekonać innych parlamentarzystów o konieczności utworzenia Szkockiego Parlamentu. Pewnego razu, Graham zażartował, że z przyjemnością przyjął by do wiadomości fakt, iż jego narodowy parlament marnuje pieniądze w Edynburgu niż w Londynie. W 1888 roku Graham wziął udział w Konferencji SHRA zorganizowanej w Hotelu Anderton na Fleet Street, która ferowała stanowisko, iż w opinii Organizatorów Konferencji, interesem Szkocji jest domagać się ustanowienia szkockiego parlamentu narodowego oraz władzy wykonawczej mającej kontrolę na szczególnymi sprawami Szkotów, z należytym poszanowaniem integralności Imperium Brytyjskiego. Stanowisko to było wspierane przez Pana Cunninghame Grahama (określenie użyte w tekście deklaracji), który wyraził pogląd iż, chce Szkockiego Parlamentu, aby oddać sprawiedliwość właścicielom małych gospodarstw i zatrzymać ich w ojczyźnie, ustanowić ośmiogodzinny dzień pracy dla górników oraz wprowadzić ustawy alkoholowe, oraz znacjonalizować ziemię. Na konferencji obecni byli także inni członkowie parlamentu, Peter Esslemont oraz Dr G. B. Clark parlamentarzysta z Caithness-shire.
Podczas gdy, Graham w Izbie Gmin stał się znacznie bardziej radykalny w poglądach, jego działania ukierunkowały się również w stronę utworzenia Szkockiej Partii Pracy wraz z Keir'em Hardie. Graham opuścił Partię Liberalną w 1892 roku, aby walczyć o miejsce w parlamencie w nowych wyborach jako kandydat Labourzystów.
Wspierał robotników w ich konfliktach z przemysłowcami oraz aktywnie zaangażował się z Annie Besant w strajk pracownic londyńskiej fabryki zapałek Bryant and May oraz w Strajk pracowników doków portu londyńskiego w 1889 roku. W lipcu 1889 roku uczestniczył w II Międzynarodówce w Paryżu razem z Jamesem Keirem Hardie, Williamem Morrisem, Eleonorą Marks oraz Edwardem Avelingiem. W tym samym roku wygłosił przemówienie w Calais, które przez władze było uznane za zbyt rewolucyjne przez co został aresztowany i wydalony z Francji.
Graham wspierał ośmiogodzinny dzień pracy i podjął wiele prób wprowadzenia tematu na drogę legislacyjną. Latem 1892 roku zanotował postępy w swoich staraniach, jednak rząd Konserwatystów i Unionistów pod wodzą Lorda Salisbury nie został przekonany w stopniu umożliwiającym podjęcie debat nad wprowadzeniem poprawek w prawie pracy. W wyborach roku 1892 Graham wystartował z ramienia klubu parlamentarnego Szkockiej Partii Pracy z okręgu Glasgow Camlachie. Został jednak pokonany i na tym zakończył swoją karierę parlamentarzysty. Pozostał jednak aktywnym politykiem pomagając Keirowi Hardie w utworzeniu Niezależnej Partii Pracy, który wszedł z nią do Parlamentu z okręgu West Ham. Graham do końca wierzył w ideę szkockiej samorządności. Odegrał aktywną rolę w utworzeniu Narodowej Partii Szkocji (National Party of Scotland) w 1928 roku i został wybrany pierwszym prezesem Szkockiej Partii Narodowej (Scottish National Party) w 1934 roku. Był wielokrotnie nominowany przez Szkockie Stowarzyszenie Nacjonalistyczne Uniwersytetu Glasgow do funkcji Lorda Rektora Uniwersytetu w Glasgow. Do objęcia tej funkcji w 1928 roku zabrakło mu 66 głosów. Funkcja ta przypadła Stanleyowi Baldwinowi, późniejszemu Premierowi Wielkiej Brytanii.

## Autor
Graham w trakcie swojego życia opublikował wiele książek i artykułów. Tematyka jego twórczości odnosiła się do historii, biografii, poezji, eseju, polityki, podróży. Napisał 17 krótkich opowiadań oraz szkiców literackich. Tytuły niektórych to, Father Archangel of Scotland (1896, wspólnie z żoną), Thirteen Stories (1900), Success (1902), Scottish Stories (1914) Brought Forward (1916), Hope (1917) oraz Mirages (1936). Biografie to, Hernando de Soto (1903), Doughty Deeds (1925). Napisał także, biografię swojego praprapradziadka Roberta Grahama z Gartmore oraz Portrait of a Dictator (1933). Jego prasiostrzenica i biografka, Jean, Lady Polwarth opublikowała kolekcję jego krótkich historii (szkiców) zatytułowanych Beattock for Moffatt and the Best of Cunninghame Graham (1979) a Alexnader Maitland opublikował swój wybór szkiców pod tytułem Tales of Horsemen (1981). Profesor John Walker opublikował Cunninghame Graham's South American Sketches (1978), Scottish Sketches (1982) and North American Sketches (1986), a wydawnictwo Kennedy & Boyd opublikowało jego historie i szkice w pięciu woluminach. W roku 1988 wydawnictwo The Century Travellers dokonało reprintu jego Mogreb-el-Acksa (1898) iraz A Vanished Arcadia (1901). Pierwszy tytuł był inspiracją dla sztuki George’a Bernarda Shawa, Captain Brassbound's Conversio. Drugi tytuł był inspiracją do wielokrotnie nagradzanego filmu Misja. Ostatnio wydawnictwo The Long Riders Guild Press dokonało reprintu jego prac o konnych podróżach w serii Cunninghame Graham Collection.
Cunninghame Graham pomógł Josephowi Conradowi w pracy nad Nostromo poznając go ze swoim wydawcą Edwardem Garnettem z Duckworth. Na niwie literatury miał wielu innych przyjaciół. Do nich zaliczał się Ford Madox Ford, John Galsworthy, W. H. Hudson, George Bernard Shaw, który otwarcie głosił swój dług wdzięczności wobec Grahama przy opracowaniu Nawrócenie kapitana Brassbounda oraz jako inspirację do stworzenia głównej postaci sztuki Żołnierz i bohater oraz G.K. Chesterton, który proklamował go „Księciem Pisarzy Przedmów” oraz genialnie obwieścił w swojej autobiografii, iż chociaż Graham nie został Premierem Wielkiej Brytanii to i tak kopnął go zaszczyt bycia Cuninghame Grahamem, co Shaw określił, że jest to osiągnięcie tak fantastyczne, że aż niewiarygodne.
Jedno z miejsc w Szkockim Centrum Gawędziarstwa w Edynburgu zostało oznaczone napisem „R B 'Don Roberto' Cunninghame Graham of Gartmore and Ardoch, 1852–1936, A great storyteller”.

## Cunninghame Graham w sztuce
Cunninghame Graham był oddanym mecenasem jemu współczesnych artystów. Był modelem dla takich artystów jak sir William Rothenstein, który namalował Don Roberto na obrazie pt. The Fencer, sir John Lavery, którego słynny obraz pt. Don Roberto: Commander for the King of Aragon in the Two Sicilies przez wiele lat był wykorzystywany przez wydawnictwo Penguin Books na okładce Nostromo, Josepha Conrada, który przedstawia konny portret Don Roberta na jego ulubionym koniu, Pampie G. P. Jacomb-Hood namalował jego oficjalny portret z okazji wyboru do Parlamentu Brytyjskiego, który razem z Whistlerem byli bliskimi przyjaciółmi Grahama. George Washington Lambert namalował go z jego koniem Pinto, a James McBey namalował jego portret w podeszłym wieku. Istnieją jeszcze popiersia Grahama wykonane przez Weissa oraz Jacoba Epsteina. Urodzony w Dumbarton, William Strang, użył modelu Cunninghame Grahama do wykonania serii akwafort Don Kiszota. Nie dziwi fakt, że Graham był również w łasce rysowników takich jak Tom Merry, który sportretował go w więzieniu oraz karykaturzystów Maxa i Warda, pseud. Spy.

## Ostatnie lata
Robert Cunninghame Graham pozostał dziarski i jeździł codziennie konno po przekroczeniu 80 roku życia. Cały czas pisał i był Prezydentem Szkockiej Sekcji PEN Clubu, brał udział także w życiu politycznym. Zmarł na skutek pneumonii 20 marca 1936 roku w Hotelu Plaza w Buenos Aires będąc w odwiedzinach, w miejscu urodzin swojego przyjaciela Williama Hudsona. Jego ciało pozostawało w Casa del Teatro oraz otrzymało hołd z całego kraju na czele Prezydentem Argentyny Oficjalny pogrzeb odbył się 18 kwietnia 1936 roku na wyspie Ichmahome, Lake of Menteith, Stirling w ruinach Augustiańskiego opactwa. Został pochowany obok swojej żony Gabrieli. W czerwcu 1937 roku został wystawiony monument (Cunninghame Graham Memorial) w Castlehill, Dumberton, nieopodal jego domu rodzinnego w Ardoch. Monument został przeniesiony do Gartmore w 1981 roku, do bliższej posiadłości Grahamów, którą Robert Bontine Cunninghame Graham był zmuszony sprzedać w 1901 roku magnatowi stoczniowemu oraz twórcy Clan Line, Charlesowi Cayzerowi. Park nazwany na cześć od jego imienia, Cunninghame Graham Memorial Park, nazywany jest przez mieszkańców „the Mony”. Jego posiadłość w Ardoch oraz feudalne baroństwo w Gartmore przeszło w posiadanie jego bratanka kapitana, później Admirała Angusa Cunninghame Grahama, jedynego syna brata Roberta Cunninghame Grahama, Charlesa Elphinstone-Fleeming Cunninghame Grahama, kawaler Królewskiego Orderu Wiktoriańskiego.

## Dorobek literacki
- Notes on the district of Menteith: for tourists and others (1895)
- Father Archangel of Scotland and other essays (1896)
- Mogreb-el-Acksa: A Journey in Morocco (1898)
- Aurora La Cujiñi: A Realistic Sketch in Seville (1898)
- The Ipané (1899)
- Thirteen Stories (1900)
- A Vanished Arcadia: Being Some Account of the Jesuits in Paraguay, 1607 to 1767 (1901)
- Success (1902)
- Hernando de Soto; together with an account of one of his captains, Gonçalo Silvestre (1903)
- Progress (1905)
- His People (1906)
- Santa Teresa: being some account of her life and times (1907)
- Rhymes from a world unknown (Preface) (1908)
- Faith (1909)
- Hope (1910)
- Charity (1912)
- A Hatchment (1913)
- Scottish Stories (1914)
- Bernal Diaz del Castillo: being some account of him (1915)
- Brought Forward (1917)
- A Brazilian mystic: being the life and miracles of Antonio Conselheiro (1920)
- The Conquest of New Granada: Being the Life of Gonzalo Jimenez de Quesada (1922)
- Cartagena and the banks of the Sinú (1922)
- Doughty deeds: an account of the life of Robert Graham of Gartmore (1925)
- Pedro de Valdivia, conqueror of Chile (1926)
- Redeemed: And Other Sketches (1927)
- Jose Antonio Paez (1929)
- Thirty Tales & Sketches (1929)
- Writ in sand (1932)
- Portrait of a dictator: Francisco Solano Lopez (1933)
- Mirages (1936)
- Rodeo: A Collection of the Tales and Sketches (1936)